# Spasovo, Stara Zagora
Spasovo (în bulgară Спасово) este un sat în comuna Cirpan, regiunea Stara Zagora,  Bulgaria. 

## Demografie
Componența etnică a satului Spasovo
     Bulgari (84,23%)
     Romi (10,79%)
     Nicio identificare (4,96%)
     Altele (0%)
La recensământul din 2011, populația satului Spasovo era de 463 locuitori. Din punct de vedere etnic, majoritatea locuitorilor (84,23%) erau bulgari, cu o minoritate de romi (10,79%). Pentru 4,96% din locuitori nu este cunoscută apartenența etnică.